# Isuzu Yamada
Isuzu Yamada (山田 五十鈴, Yamada Isuzu, 5 de fevereiro de 1917  – 7 de julho de 2012) foi uma atriz japonesa de teatro e cinema cuja carreira durou sete décadas.

## Biografia
Yamada nasceu em Osaka com o nome Mitsu Yamada, filha de Kusudu Yamada, um ator shinpa especializado em papéis de onnagata, e Ritsu, uma gueixa. Sob a influência de sua mãe, ela começou a aprender nagauta e dança tradicional japonesa aos seis anos de idade.
Yamada estreou como atriz de cinema em 1930, aos doze anos, aparecendo no filme Tsurugi wo koete do estúdio Nikkatsu, ao lado de Denjirō Ōkōchi. Ela logo se tornou uma das principais atrizes da Nikkatsu, mas foram suas interpretações de garotas modernas obstinadas em Naniwa Erejī e Gion no shimai de Kenji Mizoguchi, em 1936, no novo estúdio Daiichi Eiga, que lhe rendeu popularidade e elogios da crítica. Mudando-se para a companhia Shinkō Kinema e depois para Toho, ela se tornou uma estrela com Tsuruhachi Tsurujirō (1938) de Mikio Naruse, aparecendo ao lado de Kazuo Hasegawa. Durante a Segunda Guerra Mundial, ela fundou o grupo de teatro Shin Engi-za junto com Hasegawa, e aparecendo em filmes como Uta andon (1943) e Shibaido (1944) de Naruse.
Em 1946, em oposição à greve sindical da Toho, Yamada aliou-se ao grupo anti-sindical erro em {{japonês}}: Texto em japonês ou romaji necessário (ajuda), que consistia em atores proeminentes do Japão, como Hasegawa, Setsuko Hara, Hideko Takamine, dentre outros. Ela mudou da Toho para os estúdios Shintoho, mas logo depois também deixou a Shintoho para se tornar freelancer. Ela se casou com o ator esquerdista Yoshi Katō, seu terceiro marido, e na sequência retornou ao sindicato, ingressou na companhia Gekidan Mingei e foi cofundadora do grupo de teatro Gendai Haiyu Kyokai.
Durante a segunda metade da década de 1950, o foco de Yamada foi direcionado aos palcos, mas ela ainda apareceu em uma série de filmes ilustres como Nagareru de Naruse (1956), Tōkyō boshoku de Yasujirō Ozu (1957), além dos longas Donzoko (1957) e Kumonosu-jō (1957) do diretor Akira Kurosawa. Outros diretores com quem trabalhou durante esta década incluem Keisuke Kinoshita, Kaneto Shindō e Shirō Toyoda. Além de seus compromissos no teatro, ela apareceu na televisão, incluindo na longa série Hissatsu. Sua última aparição na TV foi em 2002.
Yamada morreu de falência múltipla de órgãos em Tóquio, em 9 de julho de 2012, aos 95. Ela foi casada em um total de quatro vezes, sendo seu primeiro casamento com o ator Ichirō Tsukita, o produtor Kazuo Takimura, o ator Yoshi Katō e com o ator Tsutomu Shimomoto. Sua filha com Tsukita, é a também atriz Michiko Saga (1935–1992).

## Prêmios (selecionados)
Yamada ganhou o Blue Ribbon Award e o Mainichi Film Award de Melhor Atriz simultaneamente duas vezes: em 1952 por Gendai-jin e Hakone fūunroku, e em 1956 por Boshizō, Neko to Shōzō to futari no onna e Nagareru. Ela também recebeu o Prêmio Blue Ribbon de Melhor Atriz Coadjuvante em 1955 por Takekurabe e Ishigassen. Em 1995, ela recebeu o Prêmio Especial do Presidente da Academia do Japão em homenagem às conquistas obtidas em sua longa carreira cinematográfica.
Por seu trabalho no palco, ela foi premiada três vezes no Festival de Artes da Agência de Assuntos Culturais pelas peças Tanuki (1974) e Daiyu-san (1983).
Ela foi agraciada com a honra de Pessoa de Mérito Cultural pelo governo japonês em 1993 e se tornou a primeira atriz a receber a Ordem da Cultura no ano 2000.

## Filmografia (selecionada)

### Filmes

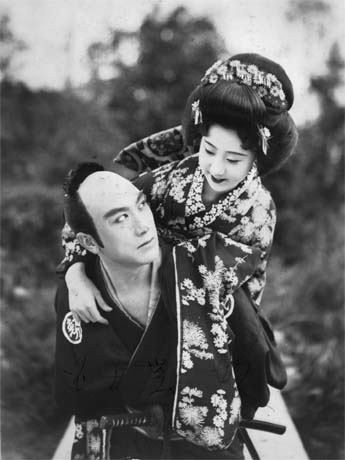
Isuzu com Chiezō Kataoka em 1932

| Ano  | Título                                               | Papel              | Diretor                       |
| ---- | ---------------------------------------------------- | ------------------ | ----------------------------- |
| 1930 | Ken o koete                                          | Okayo              | Kunio Watanabe                |
| 1934 | Aizō Tōge                                            | Utakichi Bando     | Kenji Mizoguchi               |
| 1935 | Orizuru Osen                                         | Osen               | Kenji Mizoguchi               |
| 1936 | Naniwa Erejī                                         | Ayako Murai        | Kenji Mizoguchi               |
| 1936 | Gion no shimai                                       | Omocha             | Kenji Mizoguchi               |
| 1938 | Tsuruhachi Tsurujiro                                 | Tsuruhachi         | Mikio Naruse                  |
| 1941 | Kinō kieta otoko                                     | Kotomi             | Masahiro Makino               |
| 1943 | Uta andon                                            | Osode              | Mikio Naruse                  |
| 1946 | Aru yo no Tonosama                                   | Omitsu             | Teinosuke Kinugasa            |
| 1950 | Bojō                                                 | Mitsuko            | Hiroshi Shimizu               |
| 1951 | Waga ya wa tanoshi                                   | Namiko Uemura      | Noboru Nakamura               |
| 1951 | Umi no hanabi                                        | Kaoru Uozumi       | Keisuke Kinoshita             |
| 1952 | Gendai-jin                                           | Sra. Shinako       | Minoru Shibuya                |
| 1952 | Hakone fūunroku                                      | Ritsu              | Satsuo Yamamoto               |
| 1953 | Shukuzu                                              | Tamiko             | Kaneto Shindo                 |
| 1953 | Hiroshima                                            | Mine Oba           | Hideo Sekigawa                |
| 1954 | Tōjin Okichi                                         | Tōjin Okichi       | Mitsuo Wakasugi               |
| 1955 | Takekurabe                                           | Okichi             | Heinosuke Gosho               |
| 1955 | Seido no Kirisuto                                    | Kimika             | Minoru Shibuya                |
| 1956 | Boshizō                                              | Yukiko Izumi       | Kiyoshi Saeki                 |
| 1956 | Neko to Shōzō to futari no onna                      | Shinako            | Shirō Toyoda                  |
| 1956 | Nagareru                                             | Tsutaya            | Mikio Naruse                  |
| 1957 | Kumonosu-jō                                          | Dama Asaji Washizu | Akira Kurosawa                |
| 1957 | Kuroi kawa                                           | Mikiko             | Masaki Kobayashi              |
| 1957 | Tōkyō boshoku                                        | Kikuko             | Yasujirō Ozu                  |
| 1957 | Donzoko                                              | Osugi              | Akira Kurosawa                |
| 1961 | Anju to Zushiômaru                                   | Yashio             | Taiji Yabushita/Yūgo Serikawa |
| 1961 | Yojimbo                                              | Orin               | Akira Kurosawa                |
| 1961 | Ōsaka-jō Monogatari                                  | Yodogimi           | Hiroshi Inagaki               |
| 1975 | Aru eiga-kantoku no shōgai Mizoguchi Kenji no kiroku | Herself            | Kaneto Shindo                 |
| 1978 | Yagyū Ichizoku no Inbō                               | Oeyo               | Kinji Fukasaku                |
| 1982 | Giwaku                                               | Tokie Horiuchi     | Yoshitarō Nomura              |
| 1984 | Hissatsu: Sure Death                                 | Oriku              | Masahisa Sadanaga             |

### Séries de televisão
| Ano     | Título                                          | Papel          | Rede | Notas          |
| ------- | ----------------------------------------------- | -------------- | ---- | -------------- |
| 1964    | Akō Roshi                                       | Riku           | NHK  | Drama taiga    |
| 1966    | Minamoto no Yoshitsune                          | Tokiwa Gozen   | NHK  | Drama taiga    |
| 1977–78 | Shin Hissatsu Karakurinin                       | Oen            | ABC  | Série hissatsu |
| 1978    | Hissatsu Karakurinin Fugakuhiyakkei Koroshitabi | Oen            | ABC  | Série hissatsu |
| 1979–81 | Hissatsu Shigotonina                            | Otowa          | ABC  | Série hissatsu |
| 1981–82 | Shin Hissatsu Shigotonina                       | Oriku          | ABC  | Série hissatsu |
| 1982–83 | Hissatsu Shigotonina III                        | Oriku          | ABC  | Série hissatsu |
| 1983    | Ooku                                            | Yuri (Joen-in) | CX   |                |
| 1984    | Hissatsu Shigotonina IV                         | Oriku          | ABC  | Série hissatsu |
| 1985    | Hissatsu Shigotonina V                          | Oriku          | ABC  | Série hissatsu |
| 2000    | Sandai Aoi Tokugawa                             | Odai no Kata   | NHK  | Drama taiga    |